# Køkkenet i centrum
Køkkenet i centrum er en dansk dokumentarfilm fra 1967, der erinstrueret af Jesper Tvede. Filmen er produceret af Teknisk Film Compagni for Landbrugets Informationskontor og Mejeriets Hjemmemarkedsudvalg.

## Handling
Idéer til forbedringer af køkkener og en opfordring til eventuelt at omvurdere køkkenets funktion i forhold til resten af boligen.